# I'm So Tired
«I'm So Tired» es una canción de The Beatles compuesta por John Lennon y acreditada a Lennon/McCartney, publicada en el álbum de 1968 The Beatles.

## Composición
Lennon escribió la canción en su viaje al campamento de Maharishi Mahesh Yogi de meditación trascendental en Rishikesh, India, tras tres semanas de meditación constante y echando de menos a la que sería su futura esposa Yōko Ono. Esto provocó en el un insomnio que le impedía dormir durante la noche.
El hecho de no poder dormir contrasta con la canción «I'm Only Sleeping» escrita por Lennon y publicada en el álbum de 1966, Revolver.

## Grabación
La canción fue grabada en los estudios Abbey Road el 8 de octubre de 1968 y fue completada, incluyendo todas las pistas extras, en esta misma sesión. Los Beatles también completaron la canción de Lennon "The Continuing Story of Bungalow Bill".

## Créditos
- John Lennon - voz, guitarra rítmica (Epiphone Casino), guitarra acústica (Gibson J-160e), órgano (Hammond RT-3).
- Paul McCartney - bajo (Rickenbacker 4001s), piano eléctrico (Hohner Pianet C), coros.
- George Harrison - guitarra principal (Fender Stratocaster "Rocky").
- Ringo Starr - batería (Ludwig Super Classic).

según Beatles Music Story